# جوني غراندي
جوني غراندي (بالإنجليزية: Johnny Grande)‏ هو موسيقي وعازف بيانو أمريكي، ولد في 14 يناير 1930 في بنسيلفانيا في الولايات المتحدة، وتوفي في 3 يونيو 2006 في كلاركسفيل في الولايات المتحدة بسبب سرطان.

## وصلات خارجية
- جوني غراندي على موقع IMDb (الإنجليزية)
- جوني غراندي على موقع الموسوعة البريطانية (الإنجليزية)
- جوني غراندي على موقع ميوزك برينز (الإنجليزية)
- جوني غراندي على موقع أول ميوزيك (الإنجليزية)
- جوني غراندي على موقع ديسكوغز (الإنجليزية)